# 3,4′-Bipyridin
3,4′-Bipyridin ist eine heterocyclische chemische Verbindung mit der Summenformel C10H8N2. Sie besteht aus zwei Pyridinringen, wobei die 3-Position des einen mit der 4-Position des zweiten Rings verknüpft ist.

## Darstellung
3,4′-Bipyridin kann aus 3-Brompyridin und einem 4-Pyridylstannan in einer Palladiumkatalysierten Stille-Kupplung in guter Ausbeute hergestellt werden.
Ein weiterer Syntheseweg ist eine Suzuki-Kupplung zwischen 4-Chlorpyridin und einem 3-pyridylsubstituierten Boronsäureester.